# Hydne
Taxons concernés
Dans l'ordre des Cantharellales
- famille des Hydnaceae :
  - genre Hydnum ;

Dans l'ordre des Russulales
- famille des Auriscalpiaceae :
  - genre Auriscalpium ;
  - genre Gloiodon ;
- famille des Hericiaceae :
  - genre Dentipellis ;
  - genre Hericium ;

Dans l'ordre des Polyporales
- famille des Phanerochaetaceae :
  - genre Climacodon ;
  - genre Mycorrhaphium ;
- famille des Meruliaceae :
  - genre Sarcodontia ;
  - genre Steccherinum ;

Dans l'ordre des Thelephorales
- famille des Bankeraceae :
  - genre Hydnellum ;
  - genre Phellodon ;
  - genre Sarcodon.modifier

Hydne est le nom francisé, issu du nom de genre latin Hydnum, qui désignait un regroupement taxinomique désormais caduc de champignons. On parle désormais de morphologie hydnoïde pour décrire l'aspect des sporophores obtenue par plusieurs lignées évolutives distinctes. De nombreuses espèces conservent néanmoins un nom normalisé formé à partir du terme « hydne », bien qu'elles ne soient pas apparentées entre elles.

## Liste alphabétique
- Hydne à chair violette – Sarcodon joeides[1]
- Hydne à pied blanc – Sarcodon leucopus[2]
- Hydne à pied court – Sarcodon stereosarcinon[1]
- Hydne à pied glauque – Sarcodon glaucopus[1]
- Hydne à pied spongieux – Hydnellum spongiosipes[1]
- Hydne attrayant – Sarcodontia delectans[1]
- Hydne blanc – Hydnum albidum[1]
- Hydne blanc fuligineux – Phellodon fuligineoalbus[1]
- Hydne bleu[2] ou Hydne bleu d'azur[1] – Hydnellum caeruleum
- Hydne brûlé – Mycorrhaphium adustum[1]
- Hydne brun noirâtre – Phellodon melaleucus[1]
- Hydne changeant – Sarcodon versipellis[1]
- Hydne comestible – Hydnum repandum[2]
- Hydne concrescent – Hydnellum concrescens[1]
- Hydne confluent – Phellodon confluens[1]
- Hydne corail – Hericium coralloides[1]
- Hydne crêté – Hydnellum cristatum[1]
- Hydne cure-oreilles – Auriscalpium vulgare[3]
- Hydne d'Amérique – Hericium americanum[1]
- Hydne de Finlande – Sarcodon fennicus[1]
- Hydne de Peck – Hydnellum peckii[1]
- Hydne denté – Sarcodontia pachyodon[1]
- Hydne du Canada – Hydnum canadense[1]
- Hydne du Québec – Hydnum quebecense[1]
- Hydne écailleux – Sarcodon squamosus[1]
- Hydne élancé (Pied-de-mouton) – Hydnum subtilior[1]
- Hydne ferrugineux – Hydnellum ferrugineum[3]
- Hydne filoselle – Sarcodontia spumea[1]
- Hydne fragile – Dentipellis fragilis[1]
- Hydne frangé – Hericium cirrhatum[1]
- Hydne hérisson – Hericium erinaceus[3]
- Hydne hydromel – Hydnum mulsicolor[1]
- Hydne hydromel des conifères – Hydnum submulsicolor[1]
- Hydne imbriqué – Sarcodon imbricatus[2]
- Hydne montgolfière – Hydnum aerostatisporum[1]
- Hydne noir – Phellodon niger[3]
- Hydne ocré – Steccherinum ochraceum[1]
- Hydne odorant – Hydnellum suaveolens[1]
- Hydne ombiliqué – Hydnum umbilicatum[1]
- Hydne orangé – Hydnellum aurantiacum[2]
- Hydne rameux – Hericium clathroides[3]
- Hydne rougissant[2] ou Hydne roussissant[4] – Hydnum rufescens
- Hydne rugueux – Sarcodon scabrosus[1]
- Hydne safran – Sarcodontia crocea[1]
- Hydne scrobiculé – Hydnellum scrobiculatum[1]
- Hydne septentrional – Climacodon septentrionalis[1]
- Hydne sinueux ou Hydne sinué – Hydnum repandum[2]
- Hydne soufré – Hydnellum geogenium[1]
- Hydne strigueux – Gloiodon strigosus[1]
- Hydne tomenteux – Phellodon tomentosus[4]
- Hydne velouté – Hydnellum spongiosipes[3]
- Hydne violacé – Phellodon violascens[1]
- Hydne violacé fuligineux – Sarcodon fuligineoviolaceus[1]
- Hydne washingtonien – Hydnum washingtonianum[1]